# Người Bỉ
Người Bỉ (tiếng Hà Lan: Belgen, tiếng Pháp: Belges, tiếng Đức: Belgier) là những công dân được xác định thuộc Vương quốc Bỉ, một quốc gia liên bang ở Tây Âu. Vì Bỉ là một quốc gia đa đảng, kết nối này có thể là khu dân cư, pháp lý, lịch sử hoặc văn hóa hơn là dân tộc. Tuy nhiên, phần lớn người Bỉ thuộc hai nhóm dân tộc hoặc cộng đồng riêng biệt (tiếng Hà Lan: gemeenschap hoặc tiếng Pháp: communauté) có nguồn gốc từ quốc gia, tức là các khu vực lịch sử của nó: người Flemish tại Vlaanderen, người nói tiếng Hà Lan và người Wallonie ở Wallonie nói tiếng Pháp hoặc tiếng Wallonie. Ngoài ra còn có một cộng đồng người Bỉ đáng kể, đã định cư chủ yếu ở Hoa Kỳ, Canada, Pháp và Hà Lan.

## Tôn giáo
Công giáo Roma có truyền thống là tôn giáo đa số của Bỉ, với khoảng 65% người Bỉ tự xưng là người Công giáo. Tuy nhiên, đến năm 2004, số người tham dự nhà thờ vào Chủ nhật trên toàn quốc chỉ khoảng 4 đến 8% (chỉ 9% cho người Flemish). Một cuộc điều tra năm 2006 tại Flemish, từ lâu được coi là tôn giáo hơn các vùng Brussels hoặc Wallonie[ ở Bỉ, cho thấy 55% cư dân tự xưng là tôn giáo, trong khi 36% nói rằng họ tin rằng Chúa tạo ra thế giới.

## Nhân khẩu
Bỉ có dân số 10.839.905 người vào ngày 1 tháng 1 năm 2010, tăng thêm 601.000 so với năm 2000 (10.239.085 người). Giữa năm 1990 (9,947,782 người) và năm 2000, mức tăng chỉ là 291.000. Dân số của Flanders, Wallonia và Brussels vào ngày 1 tháng 1 năm 2010 lần lượt là 6.251.983 (57,7%), 3,498,384 (32,3%) và 1,089,538 (10,1%).